# Vlaho Paljetak
Vlaho Paljetak (Dubrovnik, 7. kolovoza 1893. – Zagreb, 2. listopada 1944.), hrvatski šansonijer i skladatelj. 

## Životopis
Završio je učiteljsku školu u Arbanasima, te radio kao učitelj u Hvaru i Visu, a usporedno je učio pjevanje i violinu, te kao samouk gitaru. Preko Splita, gdje je neko vrijeme bio član malog orkestra koji su vodili Jakov Gotovac i Ivo Tijardović, stigao je u Zagreb. Želio je postati operni tenor. Slučaj je htio da je u Zagrebačkoj operi bilo slobodno mjesto šaptača, a Vlahu je bio potreban stalni posao. Nastupao je pjevajući uz gitaru svoje popijevke i šansone, skladane često na vlastite tekstove. Snimio je 60-ak popijevki, od kojih su najpopularnije: "Ajme meni", "Na Jadranu plavom", "Od one divne noći", "Pod starim čempresom", "Adio Mare", "Popevke sem slagal", "Fala", a "Marijana" (koautor Svetozar Šišić) je stekla svjetsku popularnost posebno u Japanu gdje je prevedena kao "O Mariyana kawaii Mariyana".

## Vanjske poveznice
- LZMK / Proleksis enciklopedija: Paljetak, Vlaho
- Paljetak, Vlaho Hrvatska enciklopedija. LZMK
- www.old.barikada.com – Vlaho Paljetak
- Discogs.com – Vlaho Paljetak